# Adrej
Adrej (franska: Adrej (CR), Adrej (Commune Rurale), arabiska: عين الشكاك) är en kommun i Marocko.   Den ligger i provinsen Sefrou och regionen Fès-Meknès, i den nordöstra delen av landet, 220 km öster om huvudstaden Rabat. Antalet invånare är 2 236.